# Millettia tenuipes
Millettia tenuipes är en ärtväxtart som beskrevs av Elmer Drew Merrill. Millettia tenuipes ingår i släktet Millettia och familjen ärtväxter. Inga underarter finns listade i Catalogue of Life.